# Поздовжня статична стійкість

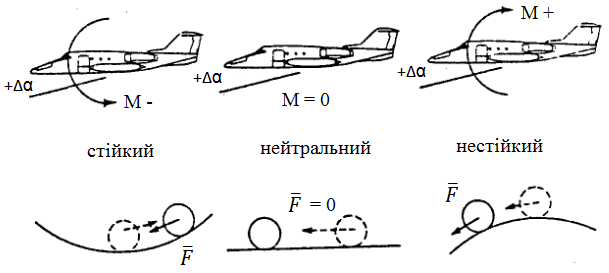
статична поздовжня стійкість

Статична стійкість літака, що перебуває у стані рівноваги, це його реакція на зовнішнє обурення. Якщо початкова реакція літака буде повернення до початкового стану, то літак статично стійкий. Якщо його реакцією буде збереження нового стану, то літак статично нейтральний. Якщо літак матиме тенденцію на подальше відхилення від стану рівноваги, він статично нестійкий.

## Центр тиску та аеродинамічний центр

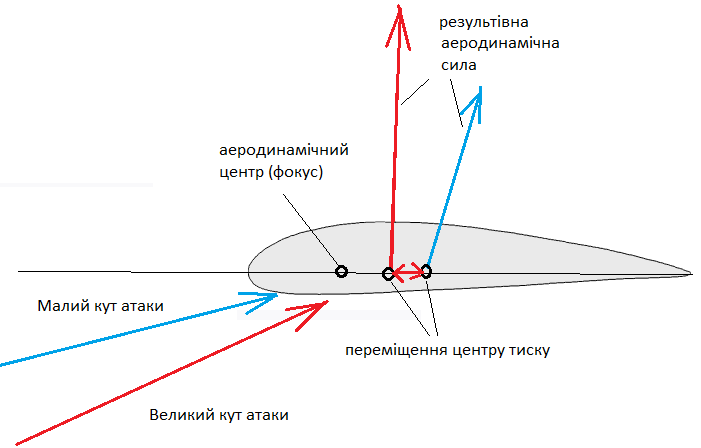
Центр тиску та аеродинамічний центр

Для початку розглянемо поняття центру тиску та аеродинамічного центру (фокусу) поверхні що несе. Аеродинамічна сила, як і сила тяжіння, є розподіленою силою. Її дія поширюється попри всі зовнішні поверхні літака. Щоб розрахувати дію аеродинамічної сили визначають центр тиску — точку застосування результівної всіх розподілених сил.
Однак при зміні кута атаки центр тиску переміщається, що не дозволяє оцінити момент сили щодо центру тяжіння. Доведено теоретично та перевірено практично, що на криловому профілі на дозвукових швидкостях існує точка, щодо якої момент аеродинамічної сили не змінюється. Вона розташована приблизно на 25 % довжини хорди крила при відліку від носика (на надзвуку — близько 50 % хорди). Називається ця точка аеродинамічний центр (фокус) поверхні. Далі вважають точкою докладання результівної сили точку аеродинамічного центру і розраховують момент сили щодо центру тяжіння від цієї фіксованої точки, а до результату додають відомий постійний момент сили щодо аеродинамічного центру.

## Аналіз поздовжньої статичної стійкості

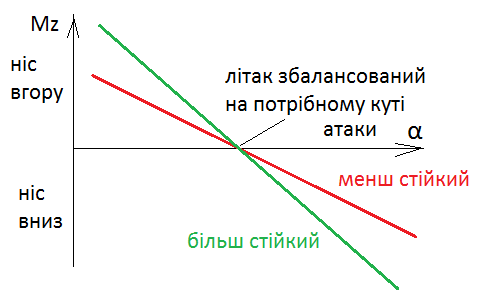
Показник стійкості

Розглянемо літак із заднім розташуванням горизонтального оперення.

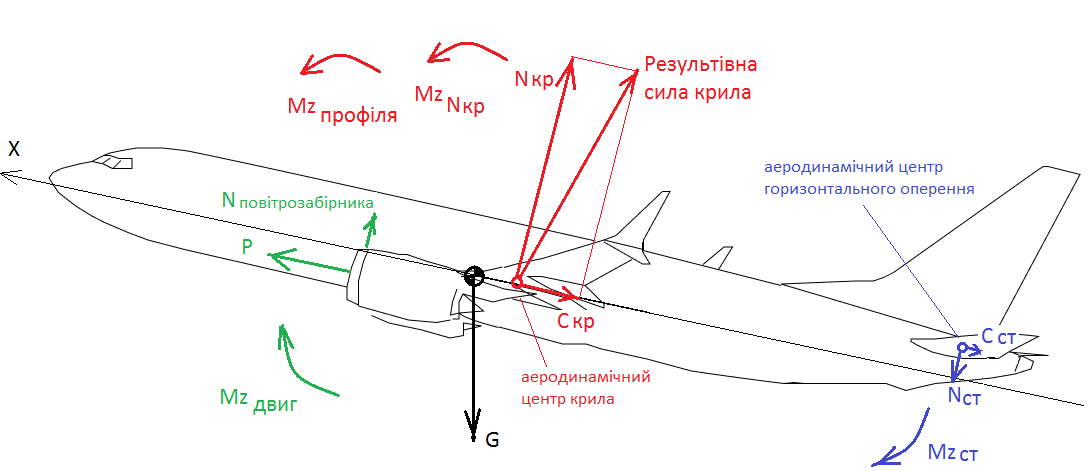
Основні поздовжні моменти

На малюнку показаний літак у збалансованому стані. На літаках із заднім оперенням стабілізатор зазвичай працює на негативному куті атаки. Хоча при задніх центрівках можливі ситуації, коли крило створюватиме момент на кабрування. У цьому випадку стабілізатор працюватиме на позитивному куті атаки.

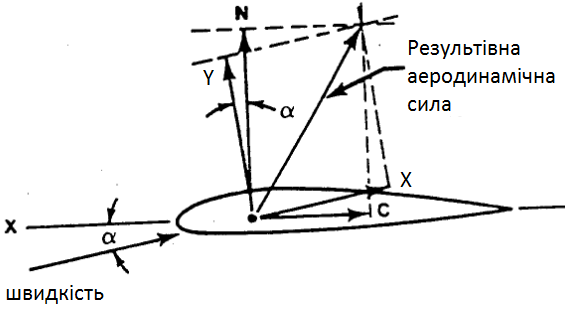
Проєкції на зв'язану систему координат

При аналізі стійкості розглядають проєкції аеродинамічних сил на осі зв'язаної системи координат. Тому замість підіймальної сили Y, яка перпендикулярна швидкості, позначена її проєкція N на ось Оy. Замість опору X — проєкція C на ось Ох.

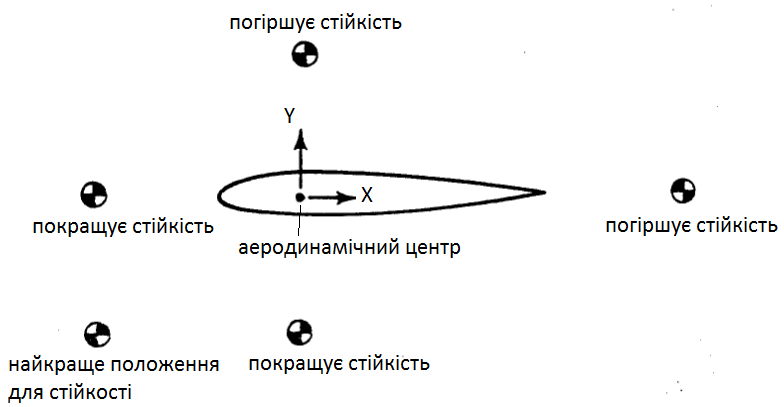
Вплив крила на поздовжню стійкість

На статично стійкому літаку виникає сумарний негативний (на зменшення тангажу) момент зі збільшенням кута атаки. Тобто градієнт
{\displaystyle {\frac {d_{Mz}}{d_{\alpha }}}} < 0.

## Вплив окремих частин літака на поздовжню стійкість
Вплив крила залежить від його розташування щодо центру тяжіння.
Фюзеляж, зазвичай, погіршує поздовжню стійкість.
Горизонтальне оперення створює поздовжню стійкість. Його ефективність тим більше, що більше його площа і відстань від аеродинамічного центру горизонтального оперення до центру тяжіння.
На роботу горизонтального оперення впливає крило, розташоване попереду. Під впливом підіймальної сили крила утворюється скіс потоку та оперення обтикається під меншим кутом атаки, ніж крило. Експериментально доведено, що відношення кута атаки стабілізатора до кута атаки крила {\displaystyle {\frac {\alpha _{\mathrm {t} }}{\alpha _{\mathrm {w} }}}} є величина практично постійна, її визначають при продуванні в аеродинамічній трубі.
Крім цього, коштом гальмування у прикордонному шарі падає динамічний тиск повітря. Рівень динамічного тиску повітря в районі оперення становить 0,65 — 0,95 від тиску в районі крила.
Якщо на крилі почався зрив потоку й оперення потрапляє в супутній струмінь від крила, ефективність оперення може впасти до нуля.
Двигуни, розташовані під крилом, зменшують поздовжню стійкість. Вектор тяги, що проходить нижче центру тяжіння дає момент кабрування та повітря, що проходить через двигуни, повертається на кут атаки у вхідному пристрої двигуна, що створює нормальну силу. Якщо повітрозабірник двигуна розташований попереду центру тяжіння, то момент цієї сили погіршує стійкість.
Щоб двигун сприяв поздовжній стійкості, він повинен бути розташований ззаду і вище центру тяжіння.
Оцінку стійкості виконують у двох різних конфігураціях: при фіксованій та при звільненій ручці керування літаком (штурвалі).

## Поздовжня статична стійкість при зафіксованій ручці керування

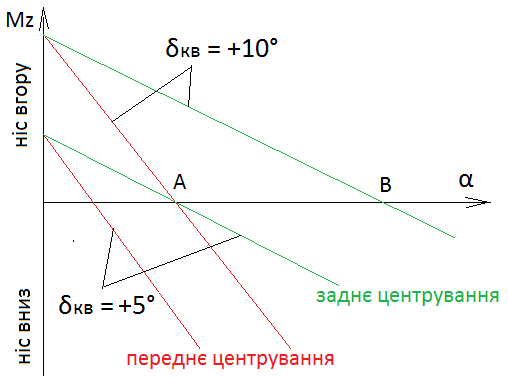
балансувальна діаграма при різних центруваннях

Нейтральне центрування — це положення центру тяжіння при якому літак стає статично нейтральним у поздовжньому відношенні. Тобто градієнт {\displaystyle {\frac {d_{Mz}}{d_{\alpha }}}} = 0. Якщо розглянути градієнт {\displaystyle {\frac {d_{Mz}}{d_{Cy}}}}, він чисельно дорівнює відстані між центром тяжіння та нейтральним центруванням, вираженим у відсотках від довжини середньої аеродинамічної хорди крила (САХ).

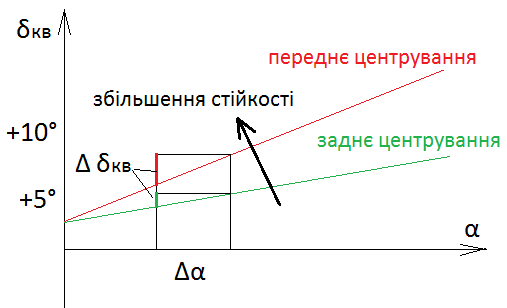
збільшення витрати керма висоти при посиленні стійкості

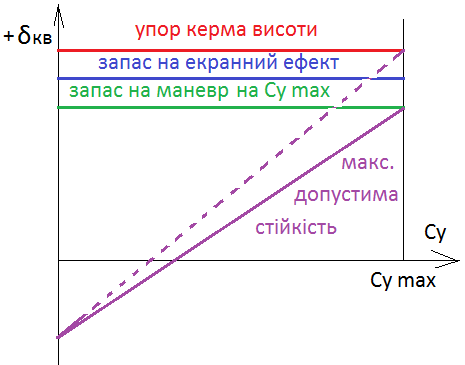
максимально допустима стійкість

Розглянемо літак з переднім та заднім розташуванням центру тяжіння та двома фіксованими відхиленнями керма висоти.
Допустимо літак має заднє центрування і збалансований відхиленням керма висоти +10° у точці В. Якщо при фіксованому кермі висоти перемістити центрування вперед, літак виявиться збалансованим на меншому куті атаки в точці А. (Стійкість зросла, кут нахилу діаграми став більшим). Балансування в точці А можна досягти не змінюючи центрування, а відхиливши кермо висоти на пікірування на 5°.
На наступному малюнку показаний той самий графік, але показані лише положення керма висоти, що відповідають збалансованому стану. З малюнка видно, що чим вище стійкість літака, тим більший кут потрібно відхиляти кермо висоти, щоб змінити кут атаки.

Гранично-переднє центрування (максимальний ступінь стійкості) визначається здатністю керма висоти (при повному відхиленні) збалансувати літак на Cy max при посадці.
При наближенні до ЗПС на посадці на літак починає діяти екранний ефект, який виявляється у зменшенні кута скосу потоку за крилом. Виникає тенденція на опускання носа літака. Для протидії — потрібне додаткове відхилення керма висоти.
Також потрібно мати запас ходу керма на виконання маневрування перед посадкою.

## Поздовжня статична стійкість при звільненій ручці керування
Назва цього виду стійкості прийшла з ери прямих механічних систем управління. При цьому розглядається зміна в поздовжній стійкості в разі, якщо кермо висоти буде вільно переміщатися під впливом потоку повітря. Цей вид стійкості визначає як змінюються зусилля на ручці управління під час зміни швидкості польоту.
Літак вважається стійким за швидкістю, якщо під час зростання швидкості льотчику, щоб утримати літак від набору висоти, необхідно тиснути від себе на ручку керування. Якщо літак зі звільненим кермом висоти під час збільшення швидкості почне збільшувати кут тангажу, значить пілоту потрібно тиснути на ручку управління, щоб зберегти режим, це означає, що літак стійкий за швидкістю.
На літаках із незворотною бустерною системою керування кермо висоти жорстко прив'язане до штоків гідроциліндрів і не може вільно переміщатися під дією аеродинамічних сил. Зусилля на ручці управління створюються штучно за допомогою завантажувачів. Таким чином система управління може створювати для пілота відчуття стійкості, хоча сам літак може при цьому бути аеродинамічно нестійким за швидкістю.

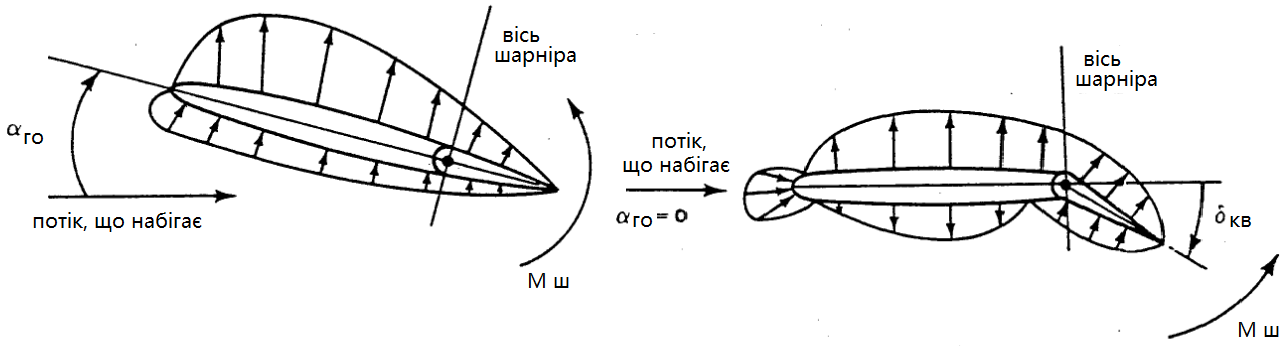
Виникнення шарнірного моменту на кермі висоти

Розглянемо літак із прямою системою управління без гідропідсилювачів. Стійкість зі звільненою ручкою керування залежить від шарнірних моментів на кермі висоти, викликаних аеродинамічними силами. Аеродинамічні сили на кермі висоти виникають через зміну поля тиску на кермі під час його відхилення та/або під час зміни кута атаки горизонтального оперення.